# Pro tempore
Pro tempore er en latinsk vending, som betyder  "for tiden/i øjeblikket" på dansk 

Pro tempore skrives ofte forkortet som p.t. 